# 海底神社
海底神社（かいていじんじゃ）とは、千葉県館山市の波左間海中公園（はざまかいちゅうこうえん）にある海の底に鎮座する神社の通称。館山市沖約600メートルの“高根”という根にある。高さ3.5メートルの鳥居は水深18メートルに、社は水深12メートルのところにあり、参拝に訪れるダイバーもいる。
海底神社は、水難事故防止などのために、千葉県館山市の洲崎神社を分社してダイビングショップが1997年7月20日に設置した。しめ縄飾りの取り換えなどが報道されることがあり、初詣も行われる。“日本で唯一の海底神社”といわれる場合もある。